# Evropská silnice E37
Evropská silnice E37 je evropskou silnicí 1. třídy. Začíná v německých Brémách a končí v Kolíně nad Rýnem. Celá trasa je tedy vedena pouze v Německu po dálnici A1 a měří 336 kilometrů. E37 se na výjezdu z Brém protíná s E22, E233 a E234. U Osnabrücku se trasa kříží s E30. Poté E37 prochází spolkovou zemí Severní Porýní-Vestfálsko, kde se u Dortmundu kříží s E34, E41 a E341. V Kolíně poté ještě dochází ke spojení s E29, E31, E35 a E40.

## Trasa
- Německo
  - Wildeshausen – Cloppenburg – Vechta – Bramsche – Osnabrück – Greven – Münster – Hamm – Kamen – Dortmund – Unna – Schwerte – Hagen – Wuppertal – Remscheid – Leverkusen – Kolín nad Rýnem

## Galerie

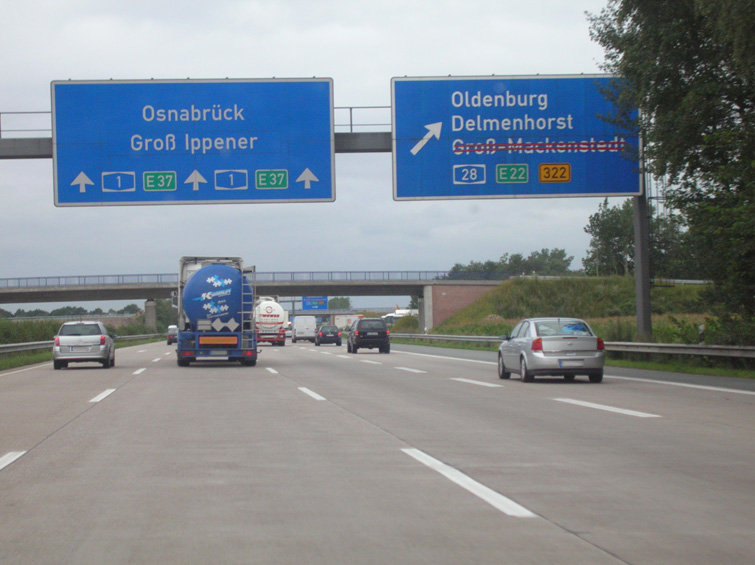
E37 jako německá dálnice A1
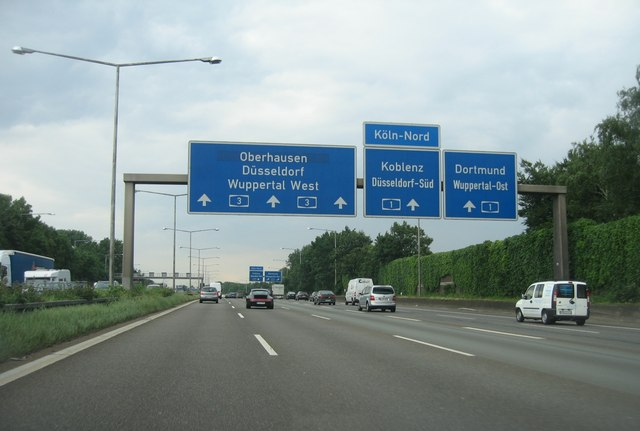
Dálniční křížení A1 s A3 v Kolíně
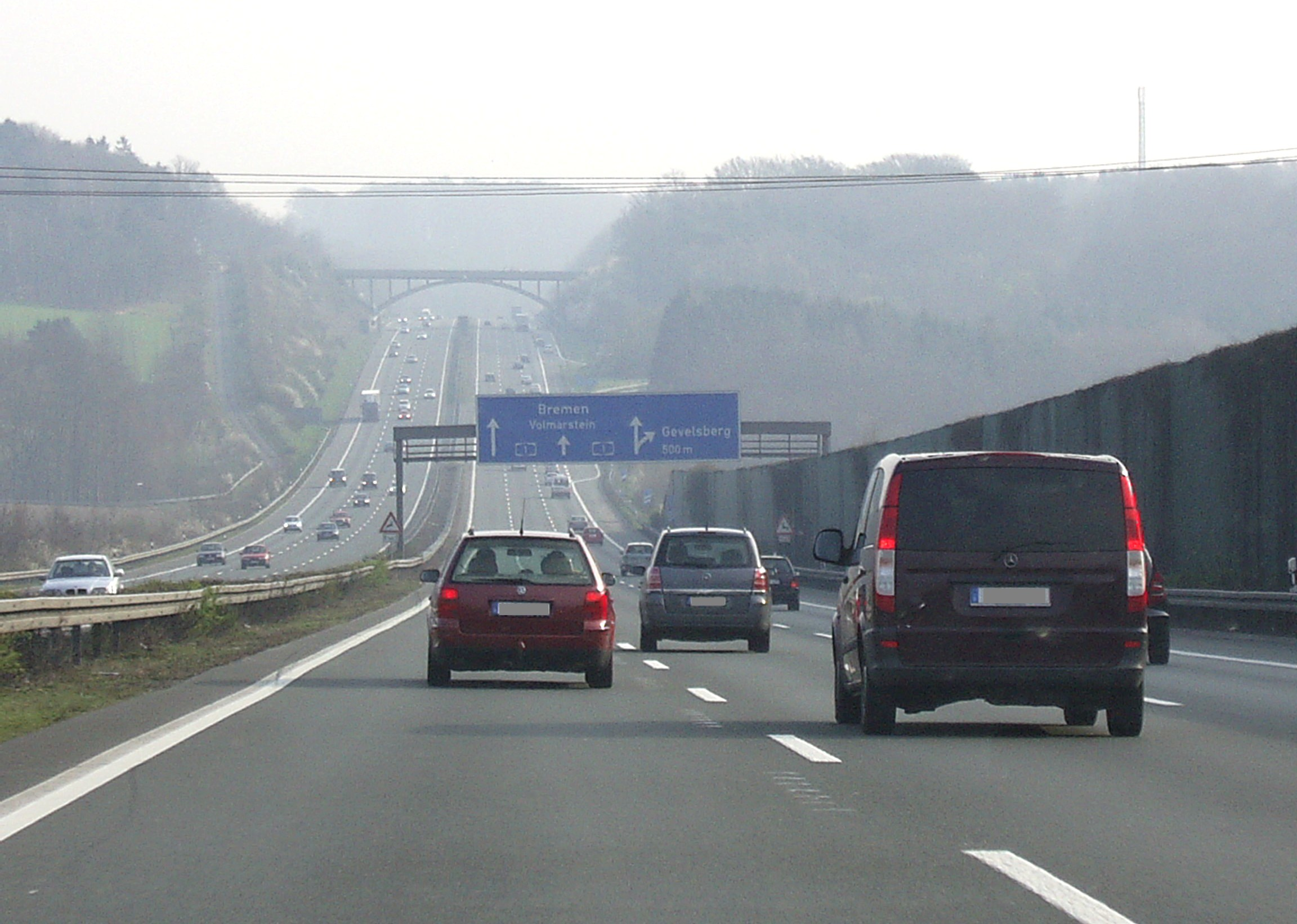
E37 jako německá dálnice A1
E37